# نيك غوميز (ممثل)
نيك غوميز (بالإنجليزية: Nick Gomez)‏ هو ممثل أمريكي بدأ مسيرته الفنية سنة 1989.

## الأعمال

### أفلام
- النسر الحديدي 3 (1992) (بدور: خوان)
- 12 جولة (2009) (بدور: صامويل)
- الملازم السيئ ميناء الدعوة - نيو أورليانز (2009)
- فامبيرز ساك (2010) (بدور: جاكوبس باك #1)
- محرك غاضبون (2011)
- آكت أوف فالور (2012)
- صانع الحلقة (2012) (بدور: دايل)

### مسلسلات
- الموتى السائرون
- ديكستر
- لونغماير
- إن سي آي إس
- عائلة ثندرمان
- بوش
- المستشفى العام

## روابط خارجية
- نيك غوميز على موقع IMDb (الإنجليزية)
- نيك غوميز على موقع قاعدة بيانات الفيلم (الإنجليزية)